# Постільні речі
Пості́льні ре́чі, неправильно «постільні приналежності» — сукупність предметів, призначених для влаштовування постелі. Включає у себе матрац, ковдру, подушку, наматрацники, пледи, а також постільну білизну.
- Подушка
- Матрац
- Ковдра
- Наматрацник — чохол для матраца. Полегшує догляд за матрацом, продовжує термін його служби.
- Постільна білизна — включає у себе простирало, підковдру і наволочку[1].